# Zariczne (rejon symferopolski)
Zariczne (ukr. Зарічне, ros. Заречное, Zariecznoje) – wieś na Ukrainie, w Autonomicznej Republice Krymu (de iure stanowiącej integralną część państwa ukraińskiego, w 2014 anektowanej przez Rosję i odtąd funkcjonującej jako Republika Krymu), w rejonie symferopolskim. W 2001 liczyła 2086 mieszkańców, wśród których 173 wskazało jako ojczysty język ukraiński, 1286 rosyjski, 580 krymskotatarski, 1 mołdawski, 6 białoruski, 17 ormiański, 11 inny, a 12 osób się nie zadeklarowało. Według spisu ludności przeprowadzonego przez okupacyjne władze rosyjskie populacja wsi w 2014 wynosiła 2022 osoby.